# Jardin des Petites-Rigoles
Le jardin des Petites-Rigoles est un espace vert situé au 42, rue des Cascades, ou au 43-47, rue de l'Ermitage mais accessible uniquement au 1, rue Fernand-Raynaud dans le 20e arrondissement de Paris, dans le quartier de Belleville.

## Situation et accès
Le jardin des Petites-Rigoles est accessible à distance par la ligne 11 à la station Jourdain.

## Caractéristiques
Le jardin prend une forme rectangulaire de 830 m2, définie par la rue des Cascades, la rue Fernand-Raynaud, la rue de l'Ermitage et les immeubles voisins. C'est un jardin en pente. N'étant accessible que par la rue Fernand-Raynaud, entièrement en escalier, il n'est pas accessible aux personnes handicapées. Il est constitué de trois paliers. Le premier est l'espace principal du jardin, premier accessible depuis l'entrée, constitué d'un espace sablé le long du mur de soutènement de la rue de l'Ermitage, orné de trois mascarons et de bancs circulaires en pierre autrefois présents sur le pont Neuf. Il est également équipé de jardinières. Étant le plus élevé, il constitue un belvédère pour observer les deux autres. Les plantations comprennent des lavandes, des genêts et des clématites. Le deuxième espace, accessible par une volée de marches le long d'un amphithéâtre permet de révéler le regard des Petites-Rigoles, encastré dans la pente et surmonté d'une petite terrasse inaccessible. C'est une zone en pavés engazonnés. La troisième zone est l'ancienne friche, comprenant les arbres, soit des érables champêtres et des charmes, préservée et volontairement laissée inaccessible afin de protéger sa biodiversité.
Le mur de soutènement du jardin rue des Cascades présente une dernière curiosité : la fontaine des Mussardes, un mascaron expulsant en continu l'eau en provenance des eaux de Belleville (via le regard des Petites-Rigoles au-dessus). Cette eau est cependant non potable.

## Origine du nom
Le jardin reprend le nom du regard des Petites-Rigoles, mis en valeur sur ce site.
Son nom provisoire était « Jardin Kemmler », utilisé par les associations de quartier, provenant d'une ancienne usine, les Établissements Kemmler, atelier de décolletage des métaux.

## Historique
Le terrain qu'occupera le jardin est une forte pente, sur laquelle sera construit au XVIIe siècle le regard des Petites-Rigoles. Au XXe siècle, il est enterré sous les Établissements Kemmler, usine qui n'occupe que la zone le long de la rue de l'Ermitage, le reste du terrain étant laissé en friche. Une « forêt » dense s'y développe. Lorsque l'usine ferme en 2005, la parcelle fait l'objet d'un combat mené par des associations de quartier afin de la réunir avec la friche et d'en faire un jardin. L'idée de dégager le regard émerge et la ville de Paris achète donc ce terrain pour y aménager le nouveau jardin et y effectue des terrassements afin de révéler le regard, qui réapparaît en 2018. Ces opérations mettent en lumière le mauvais état des arbres et beaucoup d'entre eux sont abattus.

## Galerie

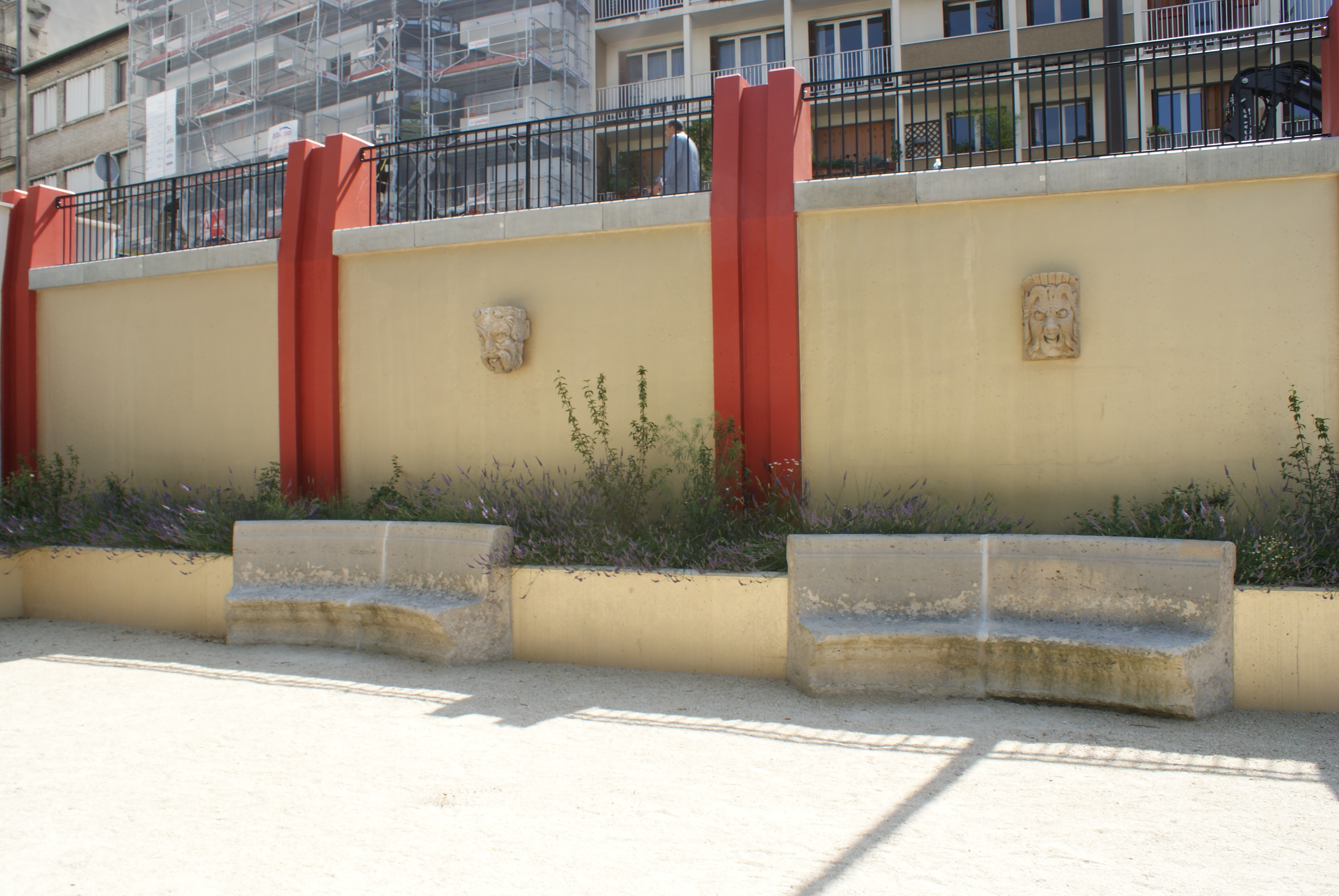
Le premier palier du jardin, équipé de bancs en pierre, en bois, et décoré par les mascarons provenant du pont Neuf.
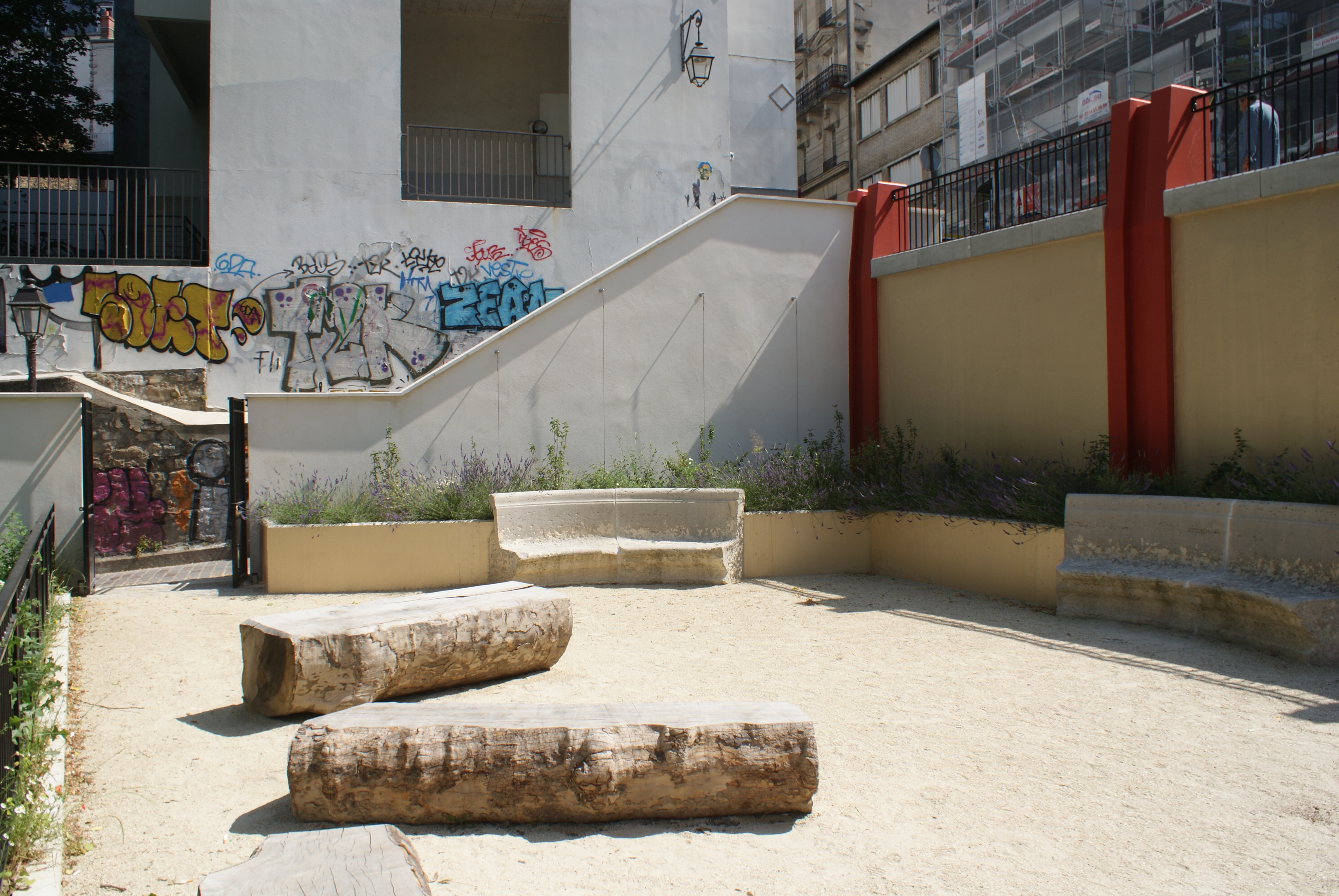
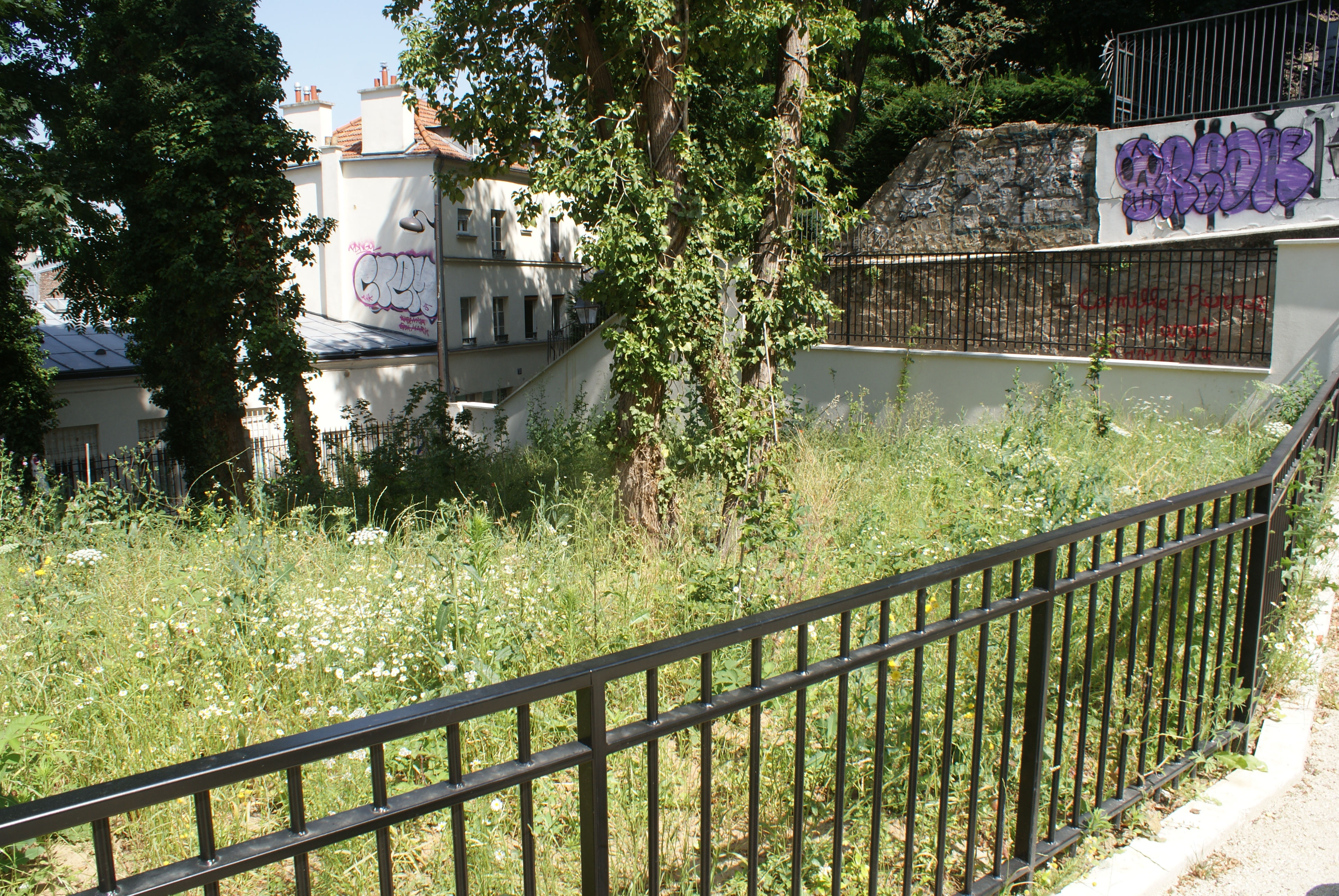
La friche boisée.
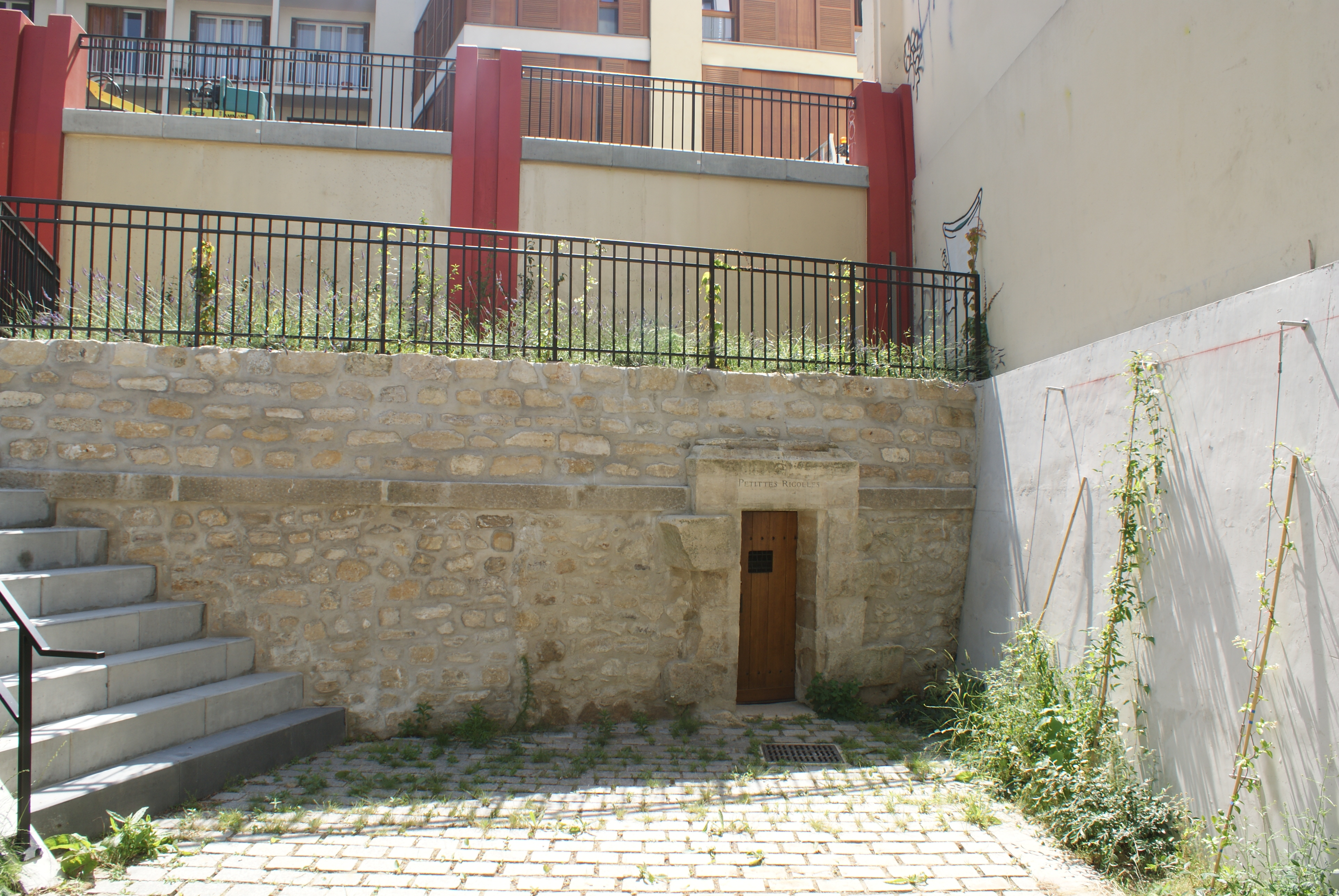
Le regard des Petites-Rigoles.
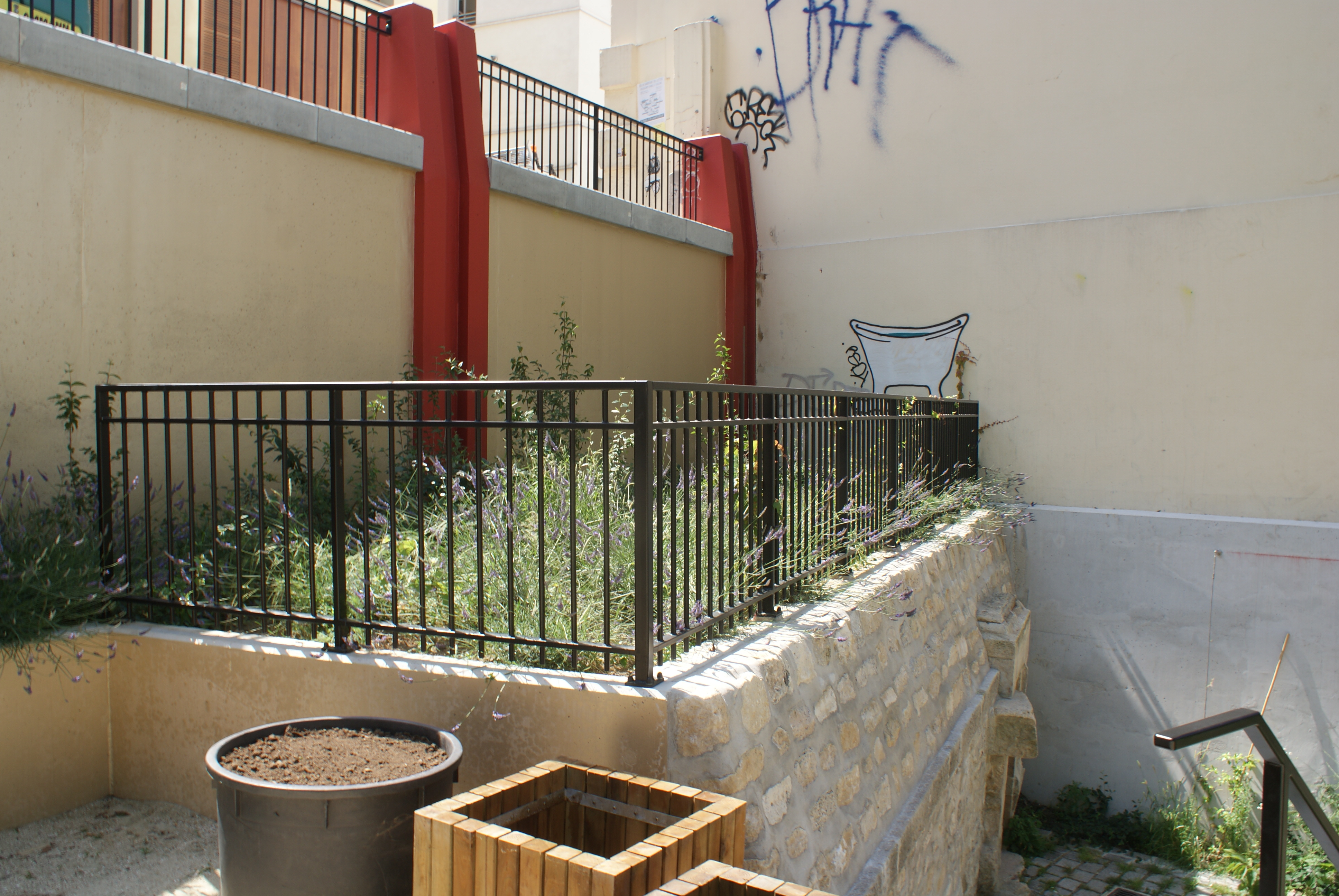
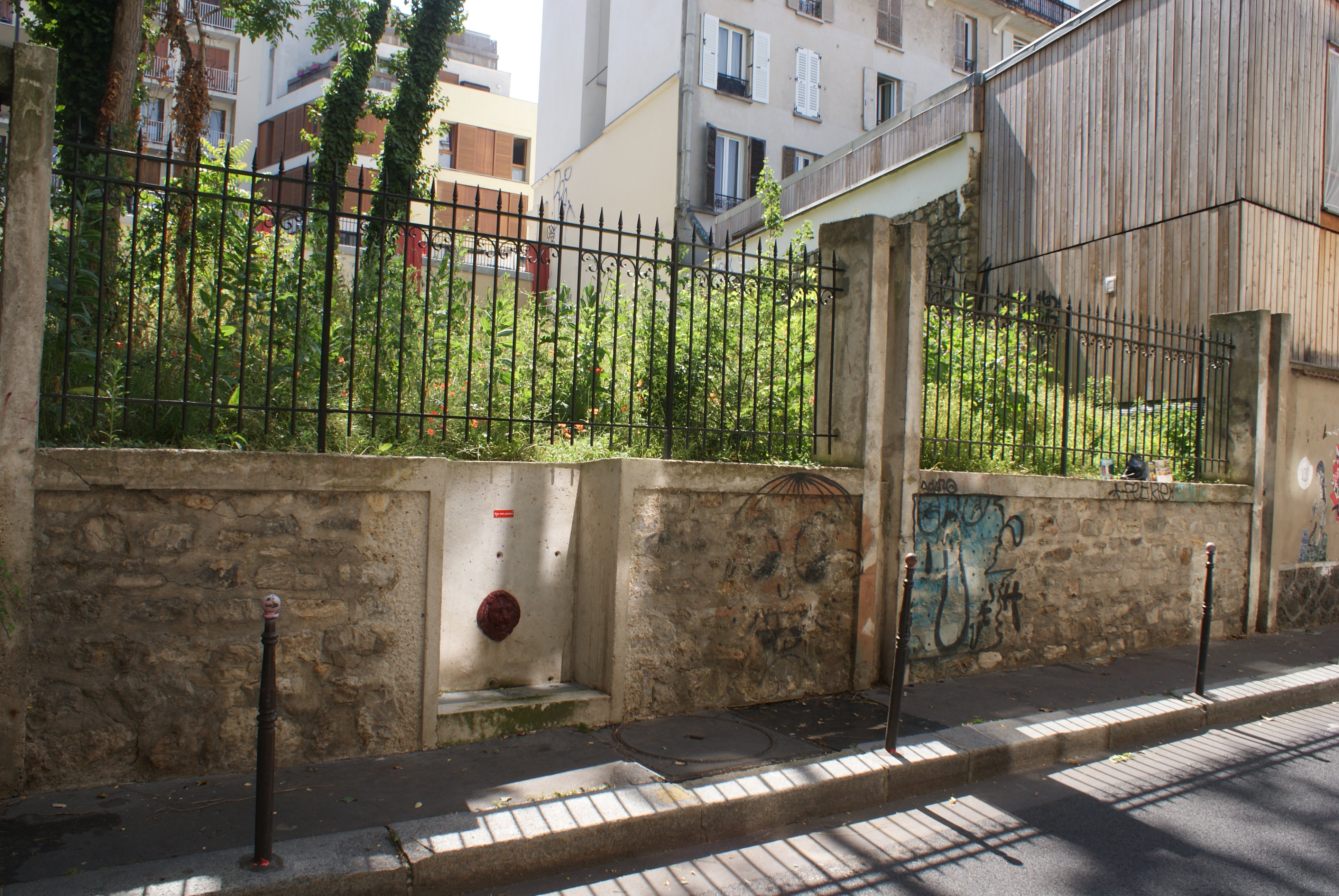
La fontaine des Mussardes, rue des Cascades.